# Tour de Belgique féminin
Le Tour de Belgique féminin, connu sous le nom de Lotto-Belisol Belgium Tour et  Lotto-Decca Tour, est une course cycliste sur route par étapes féminine créée en 2012. Elle est classée 2.2 jusqu'en 2015. En 2016, elle devient 2.1.
L'édition 2020 est annulée en raison de la pandémie de Covid-19. Celle de 2023 l'est pour des raisons de sécurité.

## Palmarès
| Année | Vainqueur                | Deuxième             | Troisième            |                  |
| ----- | ------------------------ | -------------------- | -------------------- | ---------------- |
| 2012  | Ellen van Dijk           | Liesbet De Vocht     | Lisa Brennauer       |                  |
| 2013  | Ellen van Dijk           | Lisa Brennauer       | Emma Johansson       |                  |
| 2014  | Annemiek van Vleuten     | Anna van der Breggen | Thalita de Jong      |                  |
| 2015  | Emma Johansson           | Amalie Dideriksen    | Anna van der Breggen |                  |
| 2016  | Annemiek van Vleuten     | Marianne Vos         | Lucinda Brand        |                  |
| 2017  | Anouska Koster           | Ruth Edwards         | Marianne Vos         |                  |
| 2018  | Liane Lippert            | Aude Biannic         | Lotte Kopecky        |                  |
| 2019  | Mieke Kröger             | Lotte Kopecky        | Audrey Cordon-Ragot  |                  |
| 2020  | annulé/abandonné         | annulé/abandonné     | annulé/abandonné     | annulé/abandonné |
| 2021  | Lotte Kopecky            | Ellen van Dijk       | Lorena Wiebes        |                  |
| 2022  | Agnieszka Skalniak-Sójka | Shari Bossuyt        | Ally Wollaston       |                  |
| 2023  | annulé/abandonné         | annulé/abandonné     | annulé/abandonné     | annulé/abandonné |